# Pachyfytum

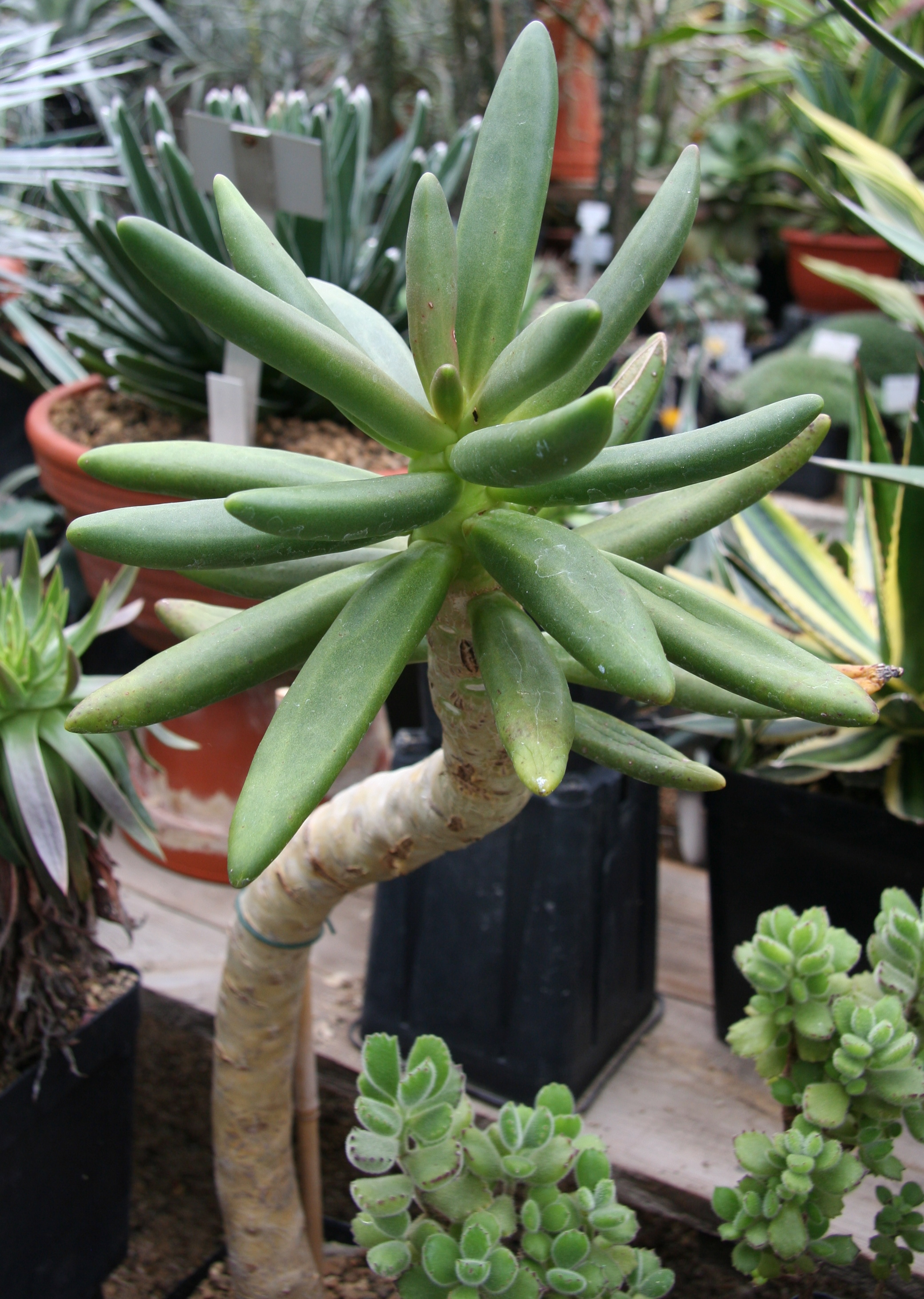
Pachyphytum viride

Pachyfytum (Pachyphytum) je rod rostlin z čeledi tlusticovité. Jsou to silně sukulentní polokeře se střídavými dužnatými listy a pětičetnými květy uspořádanými ve vijanech. Plodem je souplodí měchýřků. Rod zahrnuje 20 druhů a je rozšířen výhradně v Mexiku, kde se vyskytuje na suchých, skalnatých stanovištích ve vyšších polohách. Některé druhy jsou pěstovány ve sbírkách sukulentů.

## Popis
Pachyfyta jsou lysé, sukulentní polokeře, dorůstající výšky 15 až 50, výjimečně až 70 cm. Stonek je řídce větvený nebo nevětvený, často zkrácený, zpočátku zpravidla vzpřímený, později převislý až poléhavý. Listy jsou střídavé, silně dužnaté, někdy nahloučené do růžice, na povrchu zpravidla pokryté šedavým povlakem.
Květy jsou pětičetné, uspořádané ve vijanech a podepřené listeny. Kališní lístky jsou na bázi krátce srostlé, všechny stejného tvaru a velikosti nebo velmi nestejné. Koruna je bílá až růžová, výjimečně oranžová nebo červená, u některých zástupců na vnitřní straně červeně skvrnitá, složená z 5 vzpřímených až rozestálých, na bázi krátce srostlých lístků. Na korunních lístcích jsou charakteristické šupinovité přívěsky. Tyčinek je dohromady 10, přičemž 5 z nich je volných a zbývajících 5 je přirostlých ke korunním lístkům. Gyneceum je apokarpní, složené z 5 volných plodolistů s mnoha vajíčky. Čnělky jsou krátké. Plodem je souplodí měchýřků obsahujících mnoho drobných semen.

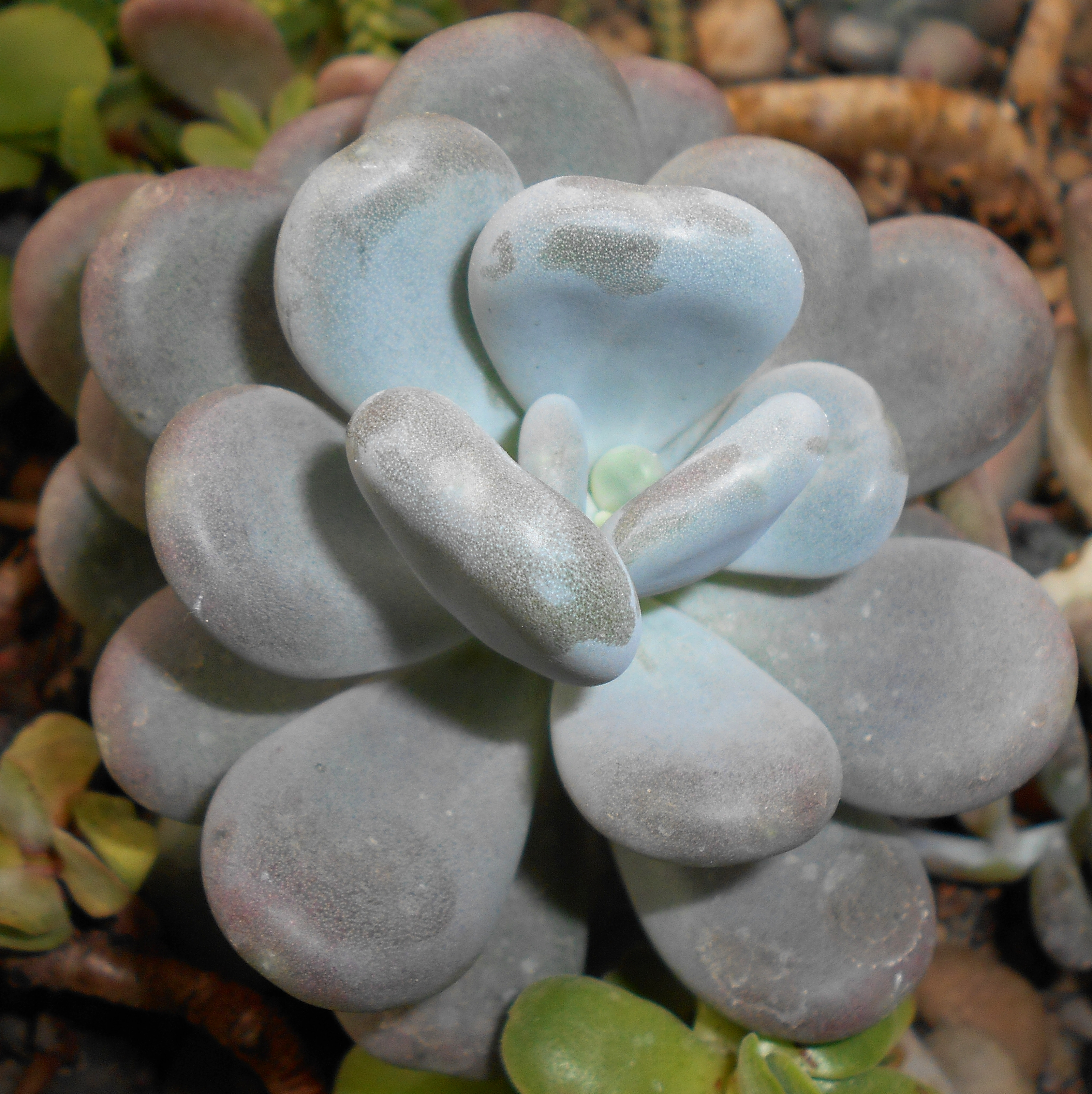
Růžice Pachyphytum oviferum
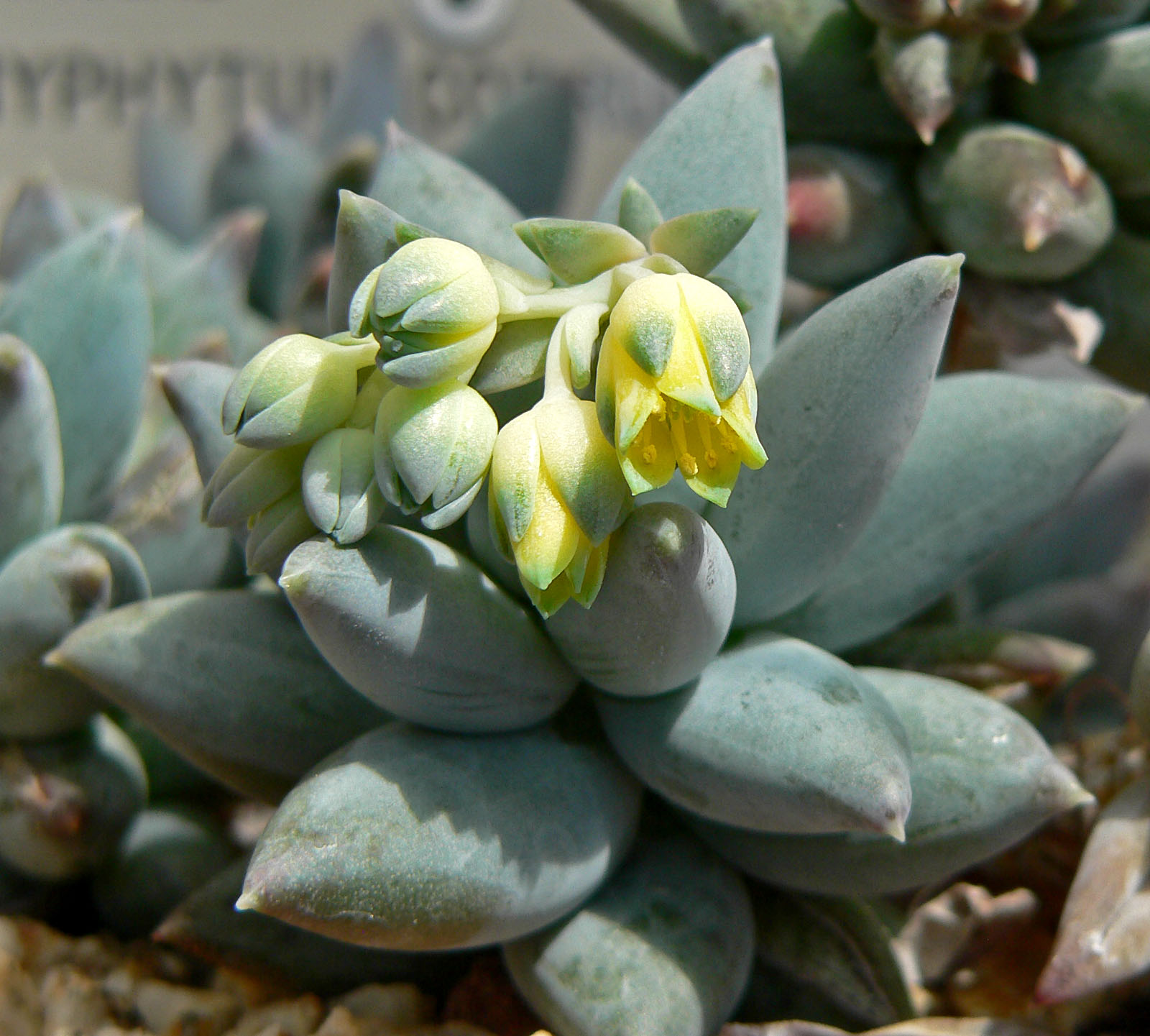
Kvetoucí Pachyphytum coeruleum
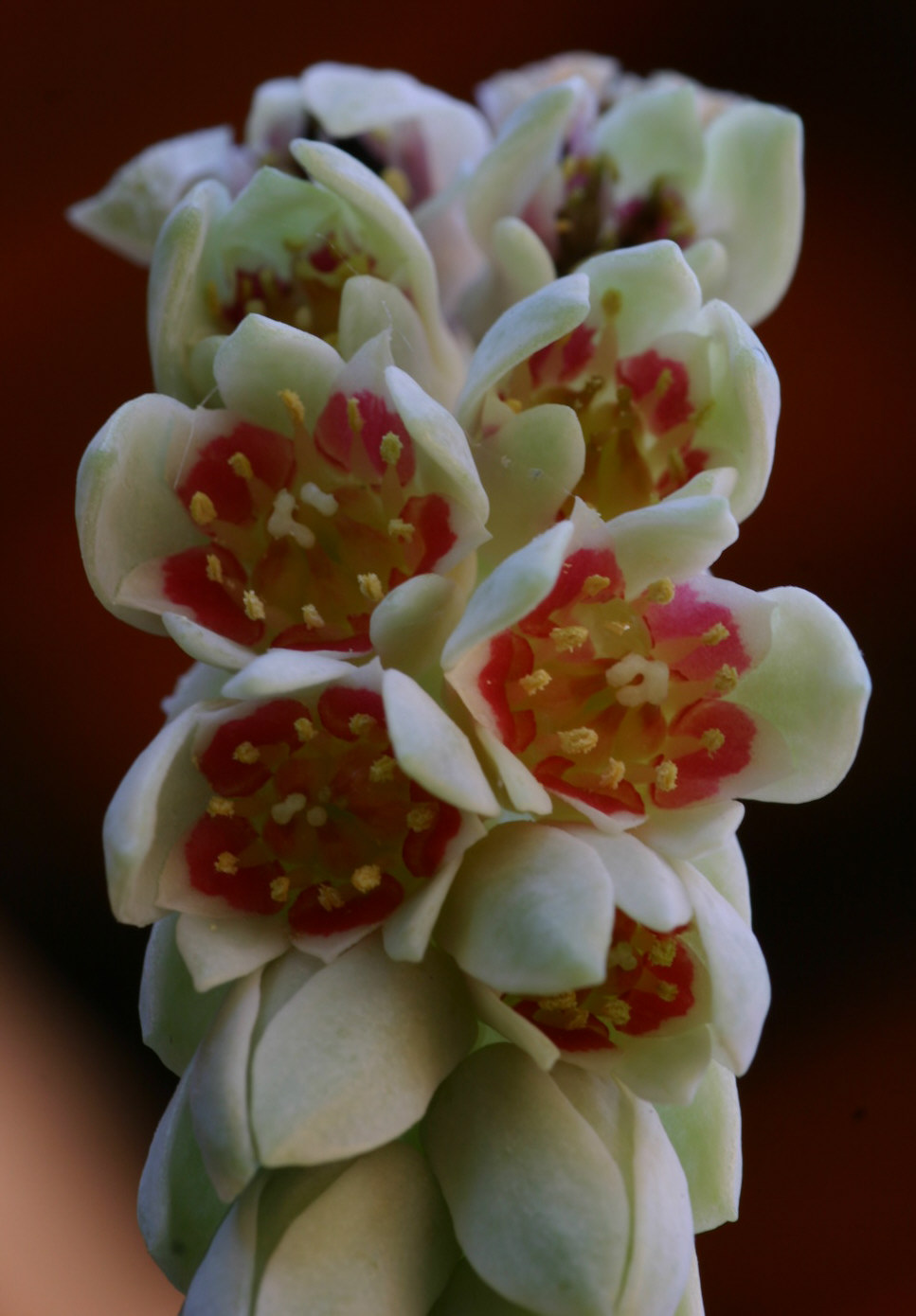
Detail květenství pachyfyta ze spodní strany

## Rozšíření
Rod zahrnuje 20 druhů a je rozšířen výhradně v Mexiku. Většina druhů se vyskytuje ve středovýchodním Mexiku, některé i na jihu, severovýchodě či středozápadě země. Rostou na suchých, skalnatých stanovištích v nadmořských výškách od 1200 do 2500 metrů.

## Ekologické interakce
Květy pachyfyt jsou (z bočního pohledu) často zcela skryty v listenech a kališních lístcích a jsou opylovány pravděpodobně kolibříky.

## Taxonomie
Hlavním diagnostickým znakem rodu Pachyphytum oproti rodu Echeveria je přítomnost šupinovitého nektáriového výrůstku na korunních lístcích. Tento znak se však nezávisle (konvergentně) vyvinul i u některých zástupců rodu Echeveria. Výsledky fylogenetické studie, vydané v roce 2017, ukazují, že rod Pachyphytum je monofyletický a tvoří součást kladu zahrnujícího rody Echeveria, Sedum, Graptopetalum a Thompsonella, přičemž všechny 4 posledně zmíněné rody se ukázaly jako parafyletické. K taxonomickým závěrům je však zapotřebí rozsáhlejší studie.
Rod Pachyphytum je tradičně členěn do 2 sekcí, sekce Diotostemon a sekce Pachyphytum.

## Význam
Některé druhy jsou pěstovány ve sbírkách sukulentů. Nejčastěji pěstované druhy jsou Pachyphytum ovigerum a Pachyphytum compactum. Pěstuje se také mezirodový kříženec rodů Pachyphytum a Echeveria, označovaný jako ×Pachyveria. Některé druhy lze vidět např. v kryté expozici v severním areálu Pražské botanické zahrady v Tróji.